# Hermann Fischer
Hermann Fischer, född 14 juni 1884 Würzburg, död 17 januari 1936 i München, var en tysk botaniker.
Hermann Fischer blev filosofie doktor vid Würzburgs universitet 1908, docent vid teknologiska högskolan i München 1915 och extraordinarie professor 1931. Efter att ha publicerat arbeten i geologi, marklära, bakteriologi och limnologi övergick Fischer till växtfysiologi, växtgeografi och historisk botanik. Förutom huvudarbetet, Mittalterliche Pflanzenkunde (1929), en sammanfattning över medeltida botanik och växtläkemedelslära, utgav Fischer bland annat Beiträge zur Kenntnis der uterfränkischen Triasgesteine (i Geognostische Jahreshefte, 21, 1910), Beiträge zur Ernährungsphysiologie der Wasserpflanzen (i Archiv für Hydrobiologie und Planktonkunde, 10, 1915), Über Denitrifikation in Teichen und ihre praktische Bedeutung (i Zeitschrift für Fischerei N. F., 2, 1916) och Die Orchideen Deutschlands und der angrenzenden Gebiete (1931, tillsammans med Erich Nelson).